# Brennenstuhl
Die Hugo Brennenstuhl GmbH & Co. KG ist ein Hersteller im Bereich Stromverteilung, Leuchten, Haus- und Sicherheitstechnik, liefert aber auch Produkte für Baumarktbedarf wie Kabeltrommeln oder Verlängerungsleitungen. Das Unternehmen wurde 1958 gegründet und ist auch im Bereich Smart Home tätig. Stammsitz der Brennenstuhl-Gruppe ist Tübingen, Produktionsstätten existieren auch in Frankreich, Österreich, der Schweiz und seit 2004 in der Volksrepublik China.

## Geschichte

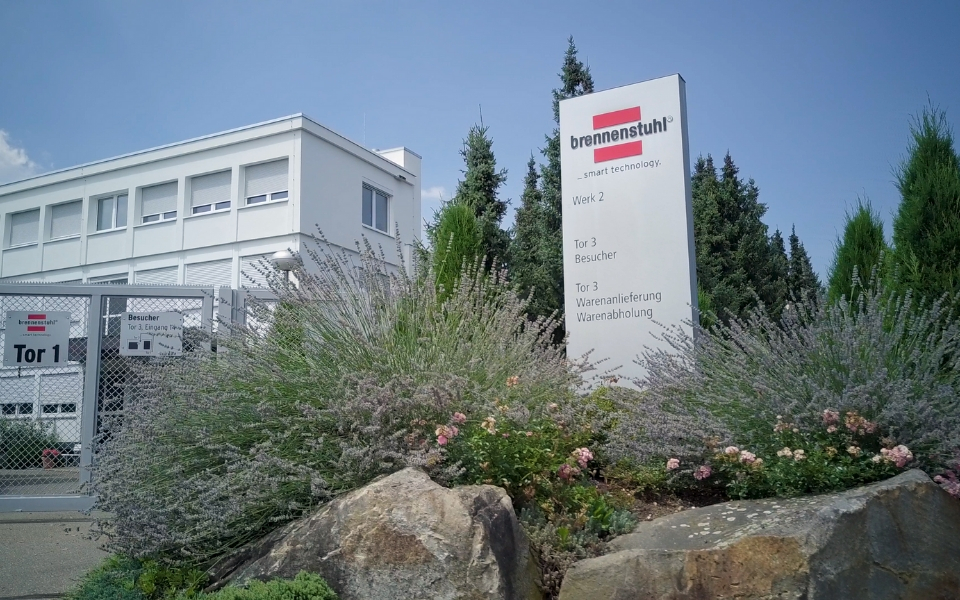
Brennenstuhl Werk II in Tübingen

Das Unternehmen wurde im Jahr 1958 von dem in Tübingen geborenen Hugo Brennenstuhl (1924–2018) gegründet. In den 1970er Jahren begann die internationale Expansion mit der Gründung der Lectra Technik AG und der Lectra Trading AG in der Schweiz. 1973 folgte eine Niederlassung in Frankreich, die Hugo Brennenstuhl S.A.S. In Österreich ist das Unternehmen seit 1988 als Lectra Technik Ges.m.b.H aktiv. In allen drei Ländern wurden die Werke mehrmals erweitert und in den 1990er Jahren schließlich neu gebaut. 1996 sicherte sich Brennstuhl das Patent auf ein Forschungsergebnis der Uni Bochum. Die Wissenschaftler hatten eine sehr wirksame Verbindung entwickelt, die Lack jedweder Zusammensetzung wieder von seinem Träger trennen kann und zum Entfernen von Graffiti geeignet ist.
2004 gründeten die Tübinger die Brennenstuhl Ningbo in China. Am Stammsitz Tübingen verfügt Brennenstuhl seit der Fertigstellung von Werk III im Jahr 2006 über mehr als 75.000 m³ Lager- und Logistikvolumen. Der Beitritt zur Business Social Compliance Initiative (BSCI) und die Selbstverpflichtung auf deren Code of Conduct erfolgte 2010. 2015 wurde das Werk III Logistikzentrum in Tübingen auf 150.000 m³ erweitert.

## Produkte
- Stromverteilung: Kabeltrommeln, Verlängerungsleitungen und Stecker und Kupplungen, Kabelboxen, Mehrfachsteckdosen, Verlängerungskabel für den Innenbereich, Reisestecker, Adapterstecker, Funksteckdosen, Zeitschaltuhren, Tischsteckdosen sowie Produkte zur Kabelorganisation[7]
- LED-Strahler: Stationäre LED-Strahler (zur festen Montage), mobile Arbeitsstrahler und Stativstrahler
- Taschenlampen: Taschenlampen, Stirnlampen, LED-Leuchten und -Handlampen, Nachtlichter
- Geräte für Haus und Sicherheit: Prüf-, Mess- und Suchgeräte, Graviergeräte, Feuchtigkeitsmesser, Gefahrenmelder wie Rauchmelder, Kohlenmonoxid-Melder oder Wassermelder, Feuerlöschdecken
- Verschiedene Smart-Home-Systeme[8]

## Rezeption
Laut Computerbild gehört Brennenstuhl zu den bekannten Herstellern von Steckdosenleisten.